# Aenictus vagans
Aenictus vagans är en myrart som beskrevs av Santschi 1924. Aenictus vagans ingår i släktet Aenictus och familjen myror. Inga underarter finns listade i Catalogue of Life.